# Diocesi di Manga
La diocesi di Manga (in latino: Dioecesis Mangana) è una sede della Chiesa cattolica in Burkina Faso suffraganea dell'arcidiocesi di Ouagadougou. Nel 2021 contava 168.088 battezzati su 801.868 abitanti. È retta dal vescovo Léopold Médard Ouédraogo.

## Territorio
La diocesi comprende le province burkinabé di Bazèga, Zoundwéogo e Nahouri.
Sede vescovile è la città di Manga, dove si trova la cattedrale di Nostra Signora Assunta (Notre Dame de l'Assomption).
Il territorio è suddiviso in 7 parrocchie.

## Storia
La diocesi è stata eretta il 2 gennaio 1997 con la bolla De cunctis Ecclesiis solliciti di papa Giovanni Paolo II, ricavandone il territorio dalla diocesi di Koupéla (oggi arcidiocesi) e dall'arcidiocesi di Ouagadougou.

## Cronotassi dei vescovi
Si omettono i periodi di sede vacante non superiori ai 2 anni o non storicamente accertati.
- Wenceslas Compaoré † (2 gennaio 1997 - 28 dicembre 2010 ritirato)
- Gabriel Sayaogo (28 dicembre 2010 - 7 dicembre 2019 nominato arcivescovo di Koupéla)[1]
  - Sede vacante (2019-2022)
- Léopold Médard Ouédraogo, dal 16 giugno 2022

## Statistiche
La diocesi nel 2021 su una popolazione di 801.868 persone contava 168.088 battezzati, corrispondenti al 21,0% del totale.
| anno | popolazione | popolazione | popolazione | presbiteri | presbiteri | presbiteri | presbiteri                | diaconi | religiosi | religiosi | parrocchie |
| anno | battezzati  | totale      | %           | numero     | secolari   | regolari   | battezzati per presbitero | diaconi | uomini    | donne     | parrocchie |
| ---- | ----------- | ----------- | ----------- | ---------- | ---------- | ---------- | ------------------------- | ------- | --------- | --------- | ---------- |
| 1999 | 58.611      | 473.553     | 12,4        | 13         | 13         |            | 4.508                     |         |           | 13        | 4          |
| 2000 | 62.546      | 478.670     | 13,1        | 13         | 13         |            | 4.811                     |         |           | 15        | 4          |
| 2001 | 68.328      | 487.181     | 14,0        | 16         | 14         | 2          | 4.270                     |         | 3         | 15        | 5          |
| 2002 | 73.270      | 466.161     | 15,7        | 15         | 13         | 2          | 4.884                     |         | 3         | 17        | 5          |
| 2003 | 75.677      | 496.687     | 15,2        | 14         | 13         | 1          | 5.405                     |         | 1         | 16        | 5          |
| 2004 | 79.387      | 511.471     | 15,5        | 15         | 15         |            | 5.292                     |         |           | 15        | 5          |
| 2013 | 123.224     | 627.815     | 19,6        | 20         | 20         |            | 6.161                     |         | 10        | 21        | 6          |
| 2016 | 140.115     | 658.582     | 21,3        | 20         | 20         |            | 7.005                     |         | 6         | 20        | 7          |
| 2019 | 157.067     | 727.500     | 21,6        | 22         | 22         |            | 7.139                     |         | 3         | 20        | 7          |
| 2021 | 168.088     | 801.868     | 21,0        | 22         | 22         |            | 7.640                     |         | 2         | 20        | 7          |